# It hurts to be in love
It hurts to be in love is een lied geschreven door Howard Greenfield en Helen Miller. Dit songwritersduo was verbonden aan het Brill Building schrijverscollectief. Greenfield en Miller schreven het eigenlijk voor Neil Sedaka, maar die lag ten tijde van de opnamen niet goed bij zijn platenlabel RCA Victor. Zij wilden Sedaka’s versie niet uitbrengen omdat het tegen de afspraak in niet was op genomen in de RCA geluidsstudio. Het schrijversduo week uit naar Gene Pitney. Daarna volgden nog een aantal covers van onder andere Bobbie Vinton en Dan Hartman. Voor de Nederlandse markt is er dan een versie van Sandra Reemer.

## Gene Pitney
Greenfield en Miller namen de opnamen van Sedaka opnieuw de studio in en zetten daar de stem van Gene Pitney overheen. Op die opnamen waren tevens te horen Artie Kaplan (saxofoon), Bill Suyker, Charles Macy, Vinnie Bell (gitaar), Milt Hinton (bas), Artie Butler (orgel) en Gary Chester (drums) . Pitney haalde met It hurts de zevende plaats in de Billboard Hot 100 in zestien weken notering, hetgeen niet meer door andere uitvoerenden geëvenaard kon worden. In het Verenigd Koninkrijk haalde het in de UK Singles Chart slechts vier weken notering (hoogste plaats 36). Nederland en België hadden nog geen officiële hitparade.

## Xandra
It hurts to be in love werd de derde single onder de groepsnaam Xandra van Sandra Reemer. Het is afkomstig van hun album Xandra.
De B-kant Fast mover werd geschreven door producers Rob en Ferdi Bolland.
Ook deze single werd geen succes voor Xandra; ze haalde noch de tipparades noch de hitparades van de Nederlandse Top 40 en Nationale Hitparade.
Sandra Reemer

Al di là · Stille nacht, heilige nacht · 'k Zweef aan m'n ballonnetje · Gloria, gloria · Sluimer zacht · Singapura · Hoe leit dit kindeke · Mijn gitaar · Kopi susu · Als jij maar wacht · Een bos rozen · Heimwee · Mijn concert · Teddy song · Jij vergeet · Since you have gone · (I've got) A love like a rainbow · Simon Zealotes · Love me, honey · The party's over · Trust in me · This is your heartbeat · How little we know · Colorado · Nothing's gonna change · It hurts to be in love · America here I come · Indonesia · Get it on · Rien ne va plus · Fly like an angel · Gold · All out of love · Sleep with me tonight · Laughter in the rain · Goodnight, sweetheart, goodnight · Smoke gets in your eyes · La colegiala · For your love · He was the one · Love is cruel · Domenica · The last goodbye · Mensen zoals jij · Kom naar me toe · Alles wat ik wil · Een boom voor het leven · De mooiste droom is vogelvrij
Sandra en Andres

Storybook children · Somethin' in my heart · For the first time in my life · Reach for the moon · Let us pray together · Love is all around · Those words · Que je t'aime · Mary Madonna · Als het om de liefde gaat · Mama mia · Auntie · Aime-moi · Dzjing boem! · True love · You believed · Oh, nous sommes très amoureux
Dutch Divas

Work that body · From New York to L.A.